# Beautiful Son
Beautiful Son – trzeci singel grungowego zespołu Hole. Został nagrany w 1992 roku ale umieszczony dopiero na płycie składankowej My Body, the Hand Grenade. Na okładce singla zostało umieszczone zdjęcie męża Courtney Love Kurta Cobaina w wieku 7 lat.

## Lista utworów
1. "Beautiful Son" - 2:30
2. "Old Age" - 4:20
3. "20 Years in the Dakota" - 2:54

## Miejsce na listach przebojów
| Rok  | Single          | Lista            | Pozycja |
| ---- | --------------- | ---------------- | ------- |
| 1993 | "Beautiful Son" | UK Singles Chart | #54     |